# Otoglyphis
Otoglyphis és un gènere de plantes angiospermes de la família de les asteràcies (Asteraceae). Són plantes natives del nord d'Àfrica, des de les illes Canàries fins a Líbia, i de la península aràbiga.

## Taxonomia
Aquest gènere va ser descrit i publicat per primer cop l'any 1874 a l'obra Nouveaux matériaux pour la flore atlantique del botànic francès Auguste Nicolas Pomel (1821-1898).

### Espècies
Dins del gènere Otoglyphis es reconeixen les dues espècies següents:
- Otoglyphis factorovskyi (Warb. & Eig) Oberpr. & Vogt
- Otoglyphis pubescens (Desf.) Pomel

### Sinònims
El següent noms científic és un sinònim heterotípic d'Otoglyphis:
- Aaronsohnia Warb. & Eig